# Rut Bahlsen
Rut Bahlsen, född Jägerström 16 september 1901 i Hudiksvall, död 13 mars 1988, var en svensk författare och mystiker. Hon var bäst känd under pseudonymen Rut Björkman, efternamn från mödernet.

## Biografi
Bahlsen växte upp i Hudiksvall, där hennes far drev en möbelaffär. Fadern, även baptist, var lekpredikant i många församlingar i norra Sverige, trots att det inte var förenligt med den svenska statskyrkan. Även modern var en aktiv och engagerad baptist. Rut Björkmans familjehem – hon hade fem syskon – formades av livet för och med baptistsamhället i Hudiksvall. Höjdpunkterna i familjens och samhällets liv var externa predikanters besök, mestadels från Stockholm. Vid åtta års ålder togs Rut in i baptistkyrkan och döptes på egen begäran. Bahlsen var starkt knuten till naturen, växtligheten, blomningen och frukterna som hon såg som metaforer för människans andliga uppgift.
Vid sjuttonårsåldern fick Rut ett religiöst genombrott. Hon representerade fadern som predikant. Vid artonårsåldern blev hon bekant med idéerna från Nietzsche, Kierkegaard, Tagore, Rilke, Johannes Müller och andra. 1921 bodde hon i Wien ett år för att studera tyska och engelska. När hon återvände till Hudiksvall lämnade hon baptistkyrkan vid tjugoåldern, som hon ansåg hade blivit för liten för henne. Detta följdes av en vistelse i Tyskland 1922 och en resa till Europa 1923 som partner till prinsessan Chakuntala, svärrdotter till Maharaja i Boroda.
Den första ekumeniska kongressen i Stockholm 1925, som ärkebiskopen Nathan Söderblom hade sammanträtt, blev viktig för Rut Björkmans liv. Hon såg det som viktigt att offentligt få tillkännage för kyrkliga företrädare från hela världen att evangeliet borde förstås i betydelsen av mystik. Ärkebiskopen, som kom från Hudiksvall, gav henne dock inte möjligheten att tala, och rekommenderade henne, till hennes stora besvikelse, att snarare läsa i bibeln. Rut Björkman deltog istället i kongressen som tolk och fick erbjudanden om att verka i kyrkans kommittéer. I Johannes Müller, vars Elmau-slott hon ofta besökte, hittade hon en själsfrände.
Rut Bahlsen bodde i Tyskland från 1935 och efter 1950 i Uffing am Staffelsee nära Garmisch-Partenkirchen. Hon var gift med entreprenören Klaus Bahlsen sedan tiden kring 1938.

## Författarskap
Från december 1925 plågades Bahlsen med en upplevd skuld av att inte följa hennes inre röst, för att predika sin vision av evangeliets budskap. Slutligen hittade hon sitt giltiga uttryck i den skriftliga meditationen som hon använde fram till sin död. Hon efterlämnade sig mer än 20 000 sidor text med enkelt radavstånd, som med stor sannolikhet inte var skrivna för en extern publik. De inleds ofta med en specifik händelse och ett bibelbudskap, för att gå vidare till det allmänna och abstrakta. De innehåller ingen sammanhållen filosofi eller filosofisk grundsyn, utan förde ner sina visioner och meditationer med ett klart och tydligt språk och enligt en egen logik. Hon ville ifrågasätta erfarenheten med hjälp av intellektet, för att därigenom utveckla andligt logiska lagar. Fortfarande var dock föremålet för meditationerna det vardagliga livet.
Bahlsens författarskap har varit föremål för relativt lite forskning, även om några seminarier och arbetsgrupper har inletts under 2000-talet, företrädesvis i Tyskland.